# Гейсман, Иван Иванович
 Иван Иванович Гейсман  (укр. Гейсман Іван Іванович 1738—1772) — российский военный. Подполковник российской армии. Прадед экономиста и полиглота Александра Гейсмана, прапрадед военного историка, генерала от инфантерии Платона Гейсмана.

## Биография
Происходил из старого фламандского рода, который жил в Нидерландах. Отец Иоганн Гейсманс служил в войсках герцога Голштинского. В Гольштейне его стали именовать «Гейсманом».
Иоанн-Вильгельм Гейсман служил в голштинских войсках российского императора Петра III. После его смерти перешёл на русскую службу. Участвовал в первой польской (конфедератской) войне императрицы Екатерины II.
В 1772 году командовал отдельным отрядом в нынешней Галичине, несколько раз разбил конфедератов.
В начале 1772 года присоединился со своим отрядом к Суворову. Под его командованием участвовал в блокаде Краковского замка.
18 февраля (29 февраля по новому стилю) при штурме этого замка командовал главной колонной. Во время этих боевых действий Гейсман был тяжело ранен в голову. На следующий день (по другим данным — через два дня) он умер.